# Сломково (Великопольське воєводство)
Сломково (пол. Słomkowo) — село в Польщі, у гміні Вежбінек Конінського повіту Великопольського воєводства.
Населення — 185 осіб (2011).
У 1975-1998 роках село належало до Конінського воєводства.

## Демографія
Демографічна структура станом на 31 березня 2011 року:
|          | Загалом | Допрацездатний вік | Працездатний вік | Постпрацездатний вік |
| -------- | ------- | ------------------ | ---------------- | -------------------- |
| Чоловіки | 101     | 30                 | 65               | 6                    |
| Жінки    | 84      | 19                 | 47               | 18                   |
| Разом    | 185     | 49                 | 112              | 24                   |